# Bruneiische Davis-Cup-Mannschaft
Die bruneiische Davis-Cup-Mannschaft ist die Tennisnationalmannschaft Bruneis, die den Staat im Davis Cup vertritt.

## Geschichte
Brunei nahm 1994 erstmals am Davis Cup teil. Die Mannschaft verlor seine ersten sechs Begegnungen und konnte erst im dritten Spiel 1995 gegen Oman erstmals mit 2:1 gewinnen. 1996 erfolgte der Abstieg aus der Asien/Ozenian Zone Gruppe III in die Gruppe IV, aus welcher die Mannschaft bis zu ihrem bisher letzten Antreten 2008 nicht mehr aufsteigen konnte. Über alle Teilnahmen gesehen konnte die Mannschaft lediglich gegen Turkmenistan mit einem Sieg in der einzigen Begegnung eine positive Bilanz erzielen, gegen alle anderen Teams ist die Statistik negativ.
Erfolgreichster Spieler war bisher Ismasufian Ibrahim mit 13 Siegen und 37 Niederlagen. Er ist zugleich Rekordspieler mit Beteiligungen in 36 Begegnungen während 8 Jahren.